# Skip (curling)

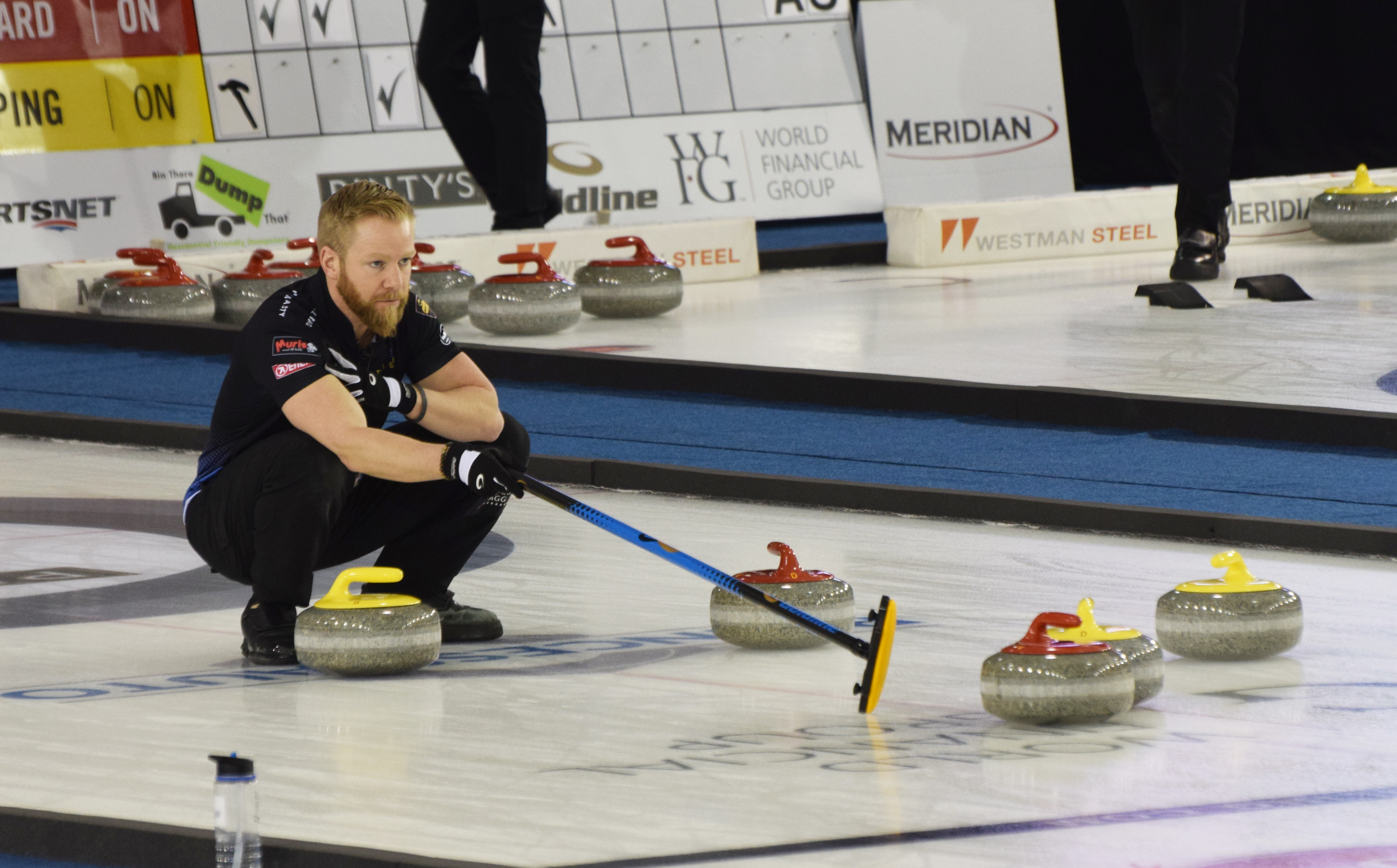
Een skip houdt de bezem op het ijs.

Een skip (ook wel "skipper") is in de curlingsport de aanvoerder van een team. De skip bepaalt de strategie, en houdt de bezem in het "huis" (doelgebied) om aan te geven waar een teamgenoot aan het andere eind van de curlingbaan (speelgebied) de steen moet richten. De skip gooit meestal de laatste twee stenen in de vierde positie, maar mag in elke andere positie spelen.
De skip geeft worpen aan die teamgenoten moeten spelen door middel van gebaren op de ijsbaan. Terwijl elke steen wordt geworpen, roept de skip de lijn van de worp en communiceert met de bezemers om ervoor te zorgen dat de steen het gewenste pad aflegt. De skip, die de vierde cruciale stenen speelt, heeft een grote rol in het afronden van een "end". Naarmate het spel vordert, moet de skip verschillende aspecten van het spel beoordelen, zoals timing van de stenen en kenmerken van het ijs.